# Manoel Emídio
Manoel Emídio is een gemeente in de Braziliaanse deelstaat Piauí. De gemeente telt 5.543 inwoners (schatting 2009).